# Dječja pjesma Eurovizije 2019.
Dječja pjesma Eurovizije 2019. održala se 24. studenog 2019. u Poljskoj. To je bilo sedamnaesto izdanje ovog natjecanja za mlade između 9 i 14 godina, u konkurenciji 19 zemalja, uz povratak Španjolske i povlačenje Azerbajdžana i Izraela.

## Sudionice
- Albanija
- Armenija
- Australija
- Bjelorusija
- Francuska
- Gruzija
- Irska
- Italija
- Kazahstan
- Malta
- Nizozemska
- Poljska
- Portugal
- Ruska Federacija
- Sjeverna Makedonija
- Srbija
- Španjolska
- Ukrajina
- Vels

### Finale
W.I.P.

Druge zemlje
- Azerbajdžan
- Bugarska
- Ceška
- Cipar
- Crna Gora
- Danska
- Estonija
- Finska
- Grčka
- Hrvatska
- Island
- Latvija
- Litva
- Moldavija
- Njemačka
- Norveška
- Rumunjska
- Škotska Rekli su da ne debitiraju ove godine
- Švedska
- Švicarska
- Ujedinjeno Kraljevstvo

## Vanjske poveznice
- Službena web stranica Dječje Eurovizije